# Czerwony Piarg

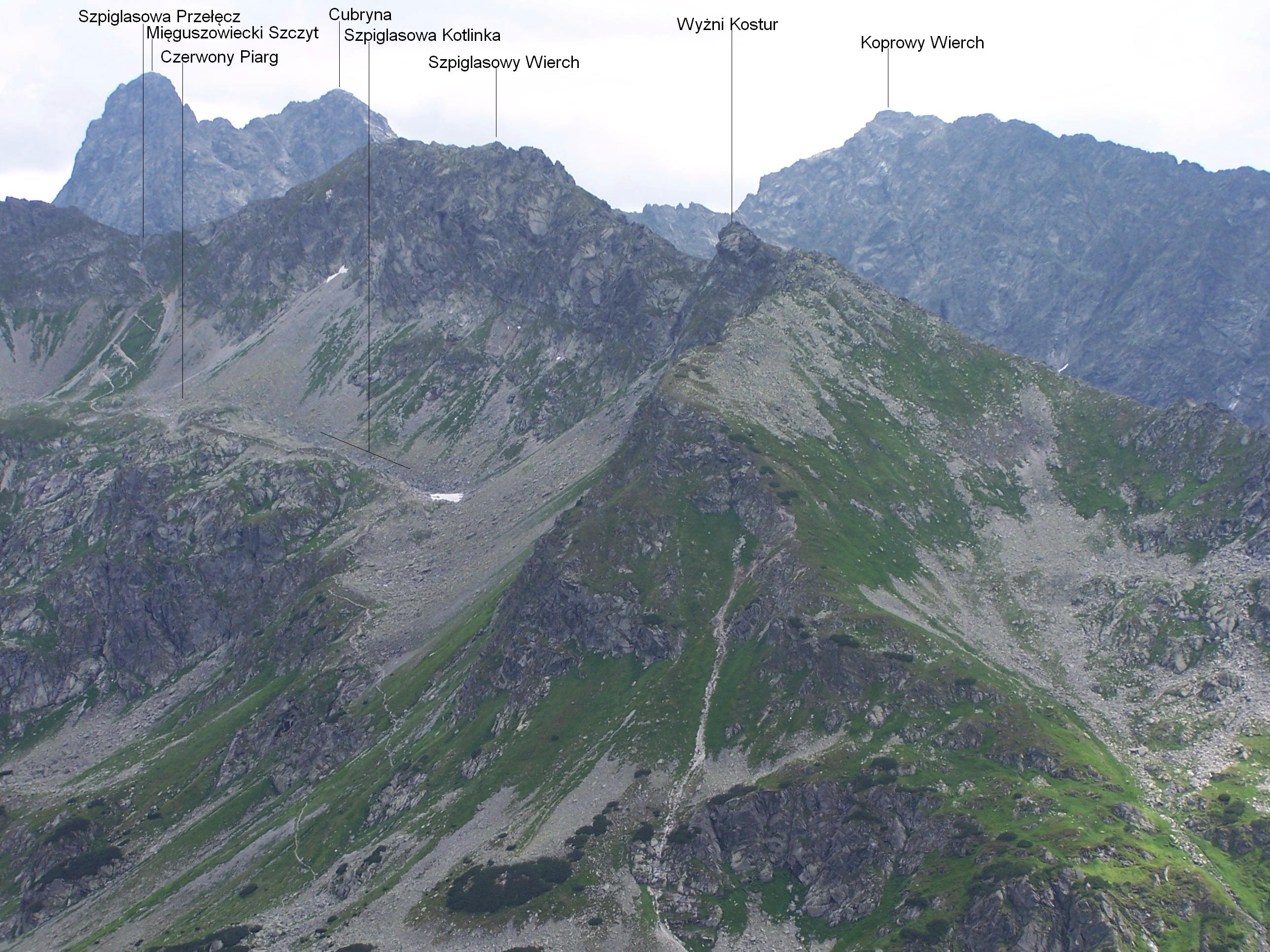

Czerwony Piarg – duże piarżysko w polskich Tatrach Wysokich. Ciągnie się od północnych stoków Szpiglasowej Przełęczy przez północne stoki Szpiglasowego Wierchu i północno-wschodnie stoki grani głównej Tatr po Wyżni Kostur. Piarżysko to stopniowo wypełnia Szpiglasową Kotlinkę. Jest niezbyt strome i można w nim obserwować segregację skalnego gruzu; w górnej części jest on drobny i sypki, ku dołowi coraz grubszy. Można też obserwować kolejne stadia zarastania sypkiego piargu przez roślinność.
Przez Czerwony Piarg prowadzi szlak turystyczny z Doliny Pięciu Stawów Polskich do Morskiego Oka (ten odcinek ma nazwę Szpiglasowe Perci). Oryginalne widoki na Wielki Staw Polski.

## Szlaki turystyczne
Dolina Pięciu Stawów Polskich – Szpiglasowa Przełęcz – Schronisko PTTK nad Morskim Okiem Przy samej przełęczy, gdzie skały są kruche i strome, krótki odcinek ubezpieczony jest łańcuchami.